# 永樂 (高句麗)
永樂（391年—412年）是高句麗君主好太王之年號，中國東北及朝鮮半島歷史上的年號。
羅新認為「永樂」並非許多學者所理解的年號，《好太王碑》「永樂太王」的「永樂」是王號，「太王」是官稱，是好太王生前的正式稱號。

## 紀年、干支、西曆對照表
| 永樂 | 元年  | 2年   | 3年   | 4年   | 5年   | 6年   | 7年   | 8年   | 9年   | 10年  |
| ---- | ----- | ----- | ----- | ----- | ----- | ----- | ----- | ----- | ----- | ----- |
| 西历 | 391年 | 392年 | 393年 | 394年 | 395年 | 396年 | 397年 | 398年 | 399年 | 400年 |
| 干支 | 辛卯  | 壬辰  | 癸巳  | 甲午  | 乙未  | 丙申  | 丁酉  | 戊戌  | 己亥  | 庚子  |
| 永樂 | 11年  | 12年  | 13年  | 14年  | 15年  | 16年  | 17年  | 18年  | 19年  | 20年  |
| 西历 | 401年 | 402年 | 403年 | 404年 | 405年 | 406年 | 407年 | 408年 | 409年 | 410年 |
| 干支 | 辛丑  | 壬寅  | 癸卯  | 甲辰  | 乙巳  | 丙午  | 丁未  | 戊申  | 己酉  | 庚戌  |
| 永樂 | 21年? | 22年? |       |       |       |       |       |       |       |       |
| 西历 | 411年 | 412年 |       |       |       |       |       |       |       |       |
| 干支 | 辛亥  | 壬子  |       |       |       |       |       |       |       |       |

## 年代比定
《好太王碑》碑文永樂年号之使用例。
- 永樂五年歲在乙未
- 六年丙申
- 八年戊戌
- 九年己亥
- 十年庚子
- 十四年甲辰
- 十七年丁未
- 廿年庚戌

《德興里壁畫墓》墓誌銘文永樂年號之使用例。
- 永樂十八年太歲在戊申十二月辛酉朔廿五日乙酉

## 同期存在的其他政權年號
- 中國
  - 太元（376年－396年）：東晉—晉孝武帝司馬曜之年號
  - 隆安（397年－401年）：東晉—晉安帝司馬德宗之年號
  - 元興（402年－404年）：東晉—晉安帝司馬德宗之年號
  - 大亨（402年）：東晉—晉安帝司馬德宗之年號
  - 義熙（405年－418年）：東晉—晉安帝司馬德宗之年號
  - 永始（403年－404年）：桓楚—桓玄之年號
  - 天康（404年－405年）：桓楚—桓谦之年號
  - 太初（386年－394年）：前秦—苻登之年號
  - 延初（394年）：前秦—苻崇之年號
  - 元光（393年－394年）：前秦時期—竇沖之年號
  - 建初（386年－394年）：：後秦—姚萇之年號
  - 皇初（394年－399年）：後秦—姚興之年號
  - 弘始（399年－416年）：後秦—姚興之年號
  - 太初（388年－400年）：西秦—乞伏乾歸之年號
  - 更始（409年－412年）：西秦—乞伏乾歸之年號
  - 建興（386年－396年）：後燕—慕容垂之年號
  - 永康（396年－398年）：後燕—慕容寶之年號
  - 建平（398年）：後燕—慕容盛之年號
  - 長樂（399年－401年）：後燕—慕容盛之年號
  - 光始（401年－406年）：後燕—慕容熙之年號
  - 建始（407年）：後燕—慕容熙之年號
  - 建始（397年）：後燕時期—慕容詳之年號
  - 延平（397年）：後燕時期—慕容麟之年號
  - 青龙（398年）：後燕時期—蘭汗之年號
  - 中興（386年－394年）：西燕—慕容永之年號
  - 建光（388年－391年）翟魏—翟遼之年號
  - 定鼎（391年－392年）：翟魏—翟釗之年號
  - 建平（400年－405年）：南燕—慕容德之年號
  - 太上（405年－410年）：南燕—慕容超之年號
  - 太平（403年）：南燕時期—王始之年號
  - 麟嘉（389年－396年）：後涼—呂光之年號
  - 龍飛（396年－399年）：後涼—呂光之年號
  - 咸寧（399年－401年）：後涼—呂纂之年號
  - 神鼎（401年－403年）：後涼—呂隆之年號
  - 太初（397年－399年）：南涼—秃髮烏孤之年號
  - 建和（400年－402年）：南涼—禿髮利鹿孤之年號
  - 弘昌（402年－404年）：南涼—禿髮傉檀之年號
  - 嘉平（408年－414年）：南涼—禿髮傉檀之年號
  - 庚子（400年－404年）：西涼—李暠之年號
  - 建初（405年－417年）：西涼—李暠之年號
  - 龍昇（407年－413年）：夏—赫連勃勃之年號
  - 正始（407年－409年）：北燕—慕容雲之年號
  - 太平（409年－430年）：北燕—馮跋之年號
  - 神璽（397年－399年）：北涼—段業之年號
  - 天璽（399年－401年）：北涼—段業之年號
  - 永安（401年－412年）：北涼—沮渠蒙遜之年號
  - 玄始（412年－428年）：北涼—沮渠蒙遜之年號
  - 登國（386年－396年）：北魏—魏道武帝拓跋珪之年號
  - 皇始（396年－398年）：北魏—魏道武帝拓跋珪之年號
  - 天興（398年－404年）：北魏—魏道武帝拓跋珪之年號
  - 天賜（404年－409年）：北魏—魏道武帝拓跋珪之年號
  - 永興（409年－413年）：北魏—魏明元帝拓跋嗣之年號

## 参看
- 中國年號列表
- 朝鮮半島年號列表
- 其他時期使用的永樂年號